# あしたになあれ
「あしたになあれ」は、パーキッツの4作目のシングル。2004年10月27日にKONAMIから発売された。

## 概要
- 前作「らびゅ らびゅ」から約6ヶ月でのリリース。
- テレビアニメ『わがまま☆フェアリー ミルモでポン! わんだほう』のオープニングテーマを収録している。

## 収録曲
1. あしたになあれ
作詞：ふじのマナミ / 作曲・編曲：片岡嗣実
テレビアニメ『わがまま☆フェアリー ミルモでポン! わんだほう』オープニングテーマ
2. 恋する東京
作詞：ふじのマナミ / 作曲・編曲：片岡嗣実
ゲーム『pop'n music12 いろは』収録曲。
3. つめのかたち
作詞：ふじのマナミ / 作曲・編曲：片岡嗣実
4. あしたになあれ（karaoke）
5. 恋する東京（karaoke）